# Leptopholcus debilis
Leptopholcus debilis är en spindelart som först beskrevs av Tord Tamerlan Teodor Thorell 1899.  Leptopholcus debilis ingår i släktet Leptopholcus och familjen dallerspindlar.
Artens utbredningsområde är Kamerun. Inga underarter finns listade i Catalogue of Life.